# Плаксин, Давид Моисеевич
Дави́д Моисе́евич Пла́ксин (2 октября 1936, Ленинград — 13 декабря 2018, Санкт-Петербург) — русский (советский и современный российский) художник-график, член Санкт-Петербургской организации Союза художников России.

## Биография
В 1957 году окончил Ленинградское художественное училище имени В. А. Серова.
С 1980 года член Санкт-Петербургской организации Союза художников России. В 1990 году вступил в Творческий союз художников России и Международной федерации художников (IFA).
Участник выставки в ДК «Невский» (1975), городских и всероссийских выставок.
Занимается дизайном книги, иллюстрацией, станковой графикой, живописью, компьютерной графикой. Лауреат и дипломант ряда всесоюзных, всероссийских и международных конкурсов, в том числе «Искусство книги». Сотрудничал с ведущими российскими издательствами, в том числе «Аврора», «Художник РСФСР», «Искусство», «Детгиз», «Советский композитор» и многими другими. Оформлял издания произведений Дж. Свифта, М. Твена, братьев Стругацких, М. А. Булгакова, книги для детей С. Михалкова, М. Яснова и др.
Работы хранятся в Музее нонконформизма (Санкт-Петербург), Российской национальной библиотеке и частных собраниях России, США, Финляндии, Германии.

## Выставки
- 1975 — Выставка в ДК «Невский», Ленинград.
- 1989 — Выставка «Азбука» в салоне-магазине «Ленинград».
- 1990 — Выставка с Сергеем Плаксиным «Черное-белое» в редакции журнала «Аврора».
- 1991 — Выставка с Сергеем Плаксиным «Оба» в галерее 99.
- 2004 — Персональная выставка в Творческом союзе художников России (IFA) «100 postkards друзьям и всем на свете».
- 2006 — Ретроспективная выставка в Творческом союзе художников России (IFA).
- 2004 — «100 postcards друзьям и всем на свете» в Творческом союзе художников России (IFA), Санкт-Петербург
- 2006 — Ретроспективная выставка в Творческом союзе художников России (IFA), Санкт-Петербург
- 2008 — «PHOTOSHOPом по классике» в Творческом союзе художников России (IFA), Санкт-Петербург
- 2009 — «Игра в игру игры» совместно с Андреем Чежиным в Музее нонкорформизма, Санкт-Петербург
- 2009 — «Искусство про искусство», Государственный Русский музей
- 2009 — «PHOTOSHOPом по классике», Петрозаводск[2]
- 2009 — "Экслибрисы издательства «Вита Нова», Санкт-Петербург, БДТ им. Товстоногова
- 2010 — «Экспликация регенерации. Photoshopом по классике», Санкт-Петербург, StArtGallery
- 2010 — Юбилейная выставка «Издательству Вита Нова — 10 лет», Санкт-Петербург, ЦВЗ «Манеж»
- 2010 — Юбилейная выставка «Издательству Вита Нова — 10 лет», Москва, Музей А. С. Пушкина на Пречистенке
- 2010 -  «PHOTOSHOPом по классике», Государственный музей худ. культуры Новгородской земли
- 2011 — «Десюдепорт от Плаксина Давида. Украшения Вашего Дома»[3] , Санкт-Петербург, StArtGallery
- 2011 — «Натюрморт и прочее»[4] , Санкт-Петербург, StArtGallery
- 2011 — «Книжные знаки петербургских художников», Санкт-Петербург, Библиотека книжной графики
- 2011 — «Книга: образ пространства или пространство образа»[5], Санкт-Петербург, StArtGallery
- 2011 — «Книжная графика из коллекции издательства ВИТА НОВА», Вологда, Галерея современного искусства «Красный мост»
- 2011 — «Книжная графика из коллекции издательства ВИТА НОВА», Беларусь, Минск, Национальный художественный музей
- 2011 — "Экслибрисы издательства «Вита Нова», Вологда, Областная картинная галерея
- 2011 — «Книжная графика из коллекции издательства ВИТА НОВА», Витебск, Арт-центр Музея Марка Шагала
- 2012 — «Памяти жертв Холокоста», Санкт-Петербург, ЕСОД
- 2013 — «The OppoSide», Санкт-Петербург, галерея современного искусства Эрарта[6]
- 2013 - "Осколки" Арт-центр Пушкинская 10. Музей нонконформистского искусства
- 2014 - " Биография в натюрмортах" Арт-центр Пушкинская 10 Арт-Лига
- 2014 - "САНКПЕТРОЛЕНИН-БУРГ" выставка авторских открыток. Галерея Третьякова
- 2015 -"Между светом и тенью" АртМуза, Галерея "Ц"
- 2016 - Выставка иллюстраций к изданию Владимира Войновича "Москва 2042" Музей печати Спб
- 2016 - " Пучина страстей", Арт-центр Пушкинская 10 Арт-Лига
- 2016 - "Биография в натюрмортах". Институт философии человека РГПУ им. А. И. Герцена
- 2016 - " Книги, открытки и другое", " Музей СССР. Мир детства"
- 2017 -  Выставка иллюстраций к изданию "Александр Галич. Когда я вернусь... Стихотворения и поэмы" Дом актёра СПб
- 2018 - " Генеральная репетиция" Культурный центр "Дом Галича" Спб
- 2018 - "Пучина страстей". Институт философии человека РГПУ им. А. И. Герцена
- 08.04.2019 - 27.04.2019 - Персональная выставка. Пространство на Малой Посадской при организационной поддержке галереи "Арт-Лига". Институт философии человека РГПУ им. А. И. Герцена